# 수단저빌
수단저빌(Gerbillus nancillus)은 황무지쥐아과에 속하는 설치류의 일종이다. 북아프리카, 주로 수단 중부에서 발견된다.

## 특징
꼬리 길이는 76~89mm를 제외한 몸길이가 55~69mm인 작은 설치류로 발 길이는 15~18mm, 귀 길이는 10~11.5mm이고 몸무게는 최대 10.6g이다.

## 생태
육상성 동물이다. 니제르에서 6월에 4마리의 새끼를 밴 암컷이 포획된 적이 있다.

## 분포 및 서식지
모리타니 남부와 말리 서부, 니제르 남서부, 수단 서부와 남부에 널리 분포한다. 모래와 진흙 토양 지역, 휴경지 수수밭 등에서 서식한다.